# Robert Begerau
Robert Begerau (* 17. Juli 1947 in Büdelsdorf) ist ein ehemaliger deutscher Fußballspieler. Er bestritt zwei Bundesligaspiele.

## Leben

### Karriere
Begonnen hat die fußballerische Karriere von Begerau beim SF Vorst. Der nächste Schritt vollzog sich durch den Wechsel zum VfR Neuss. Von 1967/68 bis zur Saison 1969/70 spielte Begerau mit dem VfR Neuss in der Fußball-Regionalliga West. Der Mittelfeldspieler brachte es bei den Grün-Weißen vom Stadion an der Hammer Landstraße neben den Mitspielern Rolf Dohmen, Ulrich Kohn und Klaus Schonz auf 77 Regionalligaeinsätze und erzielte dabei 16 Tore. Unter Trainer Willi Koll debütierte er im November 1967 in der Regionalliga West. Insbesondere beim 1:0-Auswärtserfolg am 30. März 1970 bei Fortuna Düsseldorf unter Trainer Manfred Krafft überzeugte Begerau die Verantwortlichen vom Flinger Broich. Zur Saison 1970/71 wechselte er zu Fortuna Düsseldorf. In dieser Saison bestritt Begerau unter dem neuen Fortuna-Trainer Heinz Lucas alle 34 Spiele (vier Tore) und trug so maßgeblich zur Düsseldorfer Vizemeisterschaft in der Regionalliga West bei. In der Aufstiegsrunde bestritt er alle acht Spiele (2 Tore) gegen FC St. Pauli, 1. FC Nürnberg, Borussia Neunkirchen und Wacker 04 Berlin. Fortuna Düsseldorf erreichte mit dem herausragenden Flügelpaar Reiner Geye und Dieter Herzog 14:2 Punkte und stieg überlegen in die Bundesliga auf. Unmittelbar vor Beginn der Bundesligasaison 1971/72 konnte Begerau aus gesundheitlichen Gründen (Verletzungsfolgen) keine Bundesligatauglichkeit nachweisen und konnte somit nicht mit dem Bundesligaaufsteiger in der Bundesliga antreten. Er absolvierte noch je ein Bundesligaspiel in den Runden 1973/74 und 1974/75.
Neben dem Bundesligaaufstieg 1971 war die Pokalrunde ein weiterer Höhepunkt für Begerau und die Fortuna. Über die Stationen Werder Bremen (3:1 n. V.) und Wuppertaler SV (4:0) traf die Fortuna im Viertelfinale am 8. April 1971 auf die Mannschaft von Trainer Hennes Weisweiler, auf Borussia Mönchengladbach. Das Düsseldorfer Mittelfeld mit Fred Hesse, Klaus Budde und Begerau hatte es dabei mit Peter Dietrich, Günter Netzer und Herbert Laumen zu tun. Die 1:0-Führung für den Deutschen Meister durch Laumen aus der 19. Minute glich Begerau in der 60. Minute aus. Zwei weitere Tore von Hilmar Hoffer und Geye brachten den Halbfinaleinzug. Am 12. Mai 1971 empfing der Regionalligist die Mannschaft um Franz Beckenbauer, den FC Bayern München. Ein Tor von Torjäger Gerd Müller verwehrte den Fortunen den Einzug in das Pokalfinale.
Von 1975 bis 1978 spielte er für die SpVgg Neckargemünd.

### Nach der aktiven Karriere
Von 1979 bis 2012 arbeitete Begerau als Lehrer in Kerpen (Eifel). Von 1993 bis 1994 war er Co-Trainer von Borussia Mönchengladbach, in dieser Zeit unterbrach er seine Lehrtätigkeit. 2009 kandidierte er als parteiloser Kandidat für Bündnis 90/Die Grünen für das Amt des Bürgermeisters von Kaarst, unterlag aber gegen Franz-Josef Moormann (CDU).